# Aibonito
Aibonito – miasto w Portoryko, w gminie Aibonito. Według danych szacunkowych na rok 2008 liczyło 8602 mieszkańców. Zostało założone w 1824.